# Вулиця Братів Бойчуків (Тернопіль)
Вулиця Братів Бойчуків — вулиця в житловому масиві «Сонячний» міста Тернополя.

## Відомості
Розпочинається від вулиці 15 Квітня, пролягає на захід, потім — на південь та схід, закінчується тупиком біля будинку №17. Довжина вулиці — близько 450 м.

## Навчальні заклади
- Тернопільська загальноосвітня школа № 19 (Братів Бойчуків, 2)
- Тернопільська загальноосвітня школа № 20 (Братів Бойчуків, 4)
- Тернопільська художня школа (Братів Бойчуків, 3А)
- Школа-інтернат для дітей з ДЦП (Братів Бойчуків, 6)
- Дитячий садок №27 (Братів Бойчуків, 8)
- Дитячий садок №28 (Братів Бойчуків, 10)